# Histoire du nautisme
L'évolution sémantique du terme nous renseigne sur l'histoire du nautisme lui-même : « nautique » au XVIe siècle renvoyait à la navigation au sens strict, à la fin du XVIIIe siècle il a pris le sens moderne de  « sports de l'eau » et au XXe siècle il s'est mis à englober également la notion de plaisance. Le terme de « nautisme » n'apparaît qu'en 1966 pour désigner l'ensemble des sports nautiques et de la navigation de plaisance. 